# Atletica leggera ai Giochi della VIII Olimpiade - Corsa campestre individuale

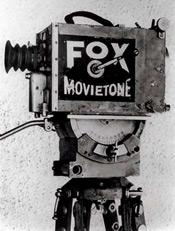
Video della corsa (durata: 6'09")

La competizione della corsa campestre individuale di atletica leggera ai Giochi della VIII Olimpiade si tenne  il giorno 12 luglio 1924 sulla distanza di 10.650 metri su un circuito esterno allo stadio con arrivo nello Stadio di Colombes.

## Risultati
Paavo Nurmi infligge al suo compagno di squadra Ritola, cui ha dovuto lasciare campo libero sui 10.000, un distacco abissale, pari a circa un minuto e mezzo. Per il caldo torrido che ha accompagnato la gara, tagliano il traguardo solo 15 concorrenti su 38; molti sono ricoverati in ospedale.
È ufficializzato solo il tempo del primo classificato.
| Pos.    | Atleta             | Età | Nazione       | Tempo ufficiale | Tempo ufficioso |
| ------- | ------------------ | --- | ------------- | --------------- | --------------- |
| Oro     | Paavo Nurmi        | 27  | Finlandia     | 32'54"8         |                 |
| Argento | Ville Ritola       | 28  | Finlandia     |                 | 34'19"4         |
| Bronzo  | Earl Johnson       | 33  | Stati Uniti   |                 | 35'21"0         |
| 4       | Ernie Harper       | 22  | Gran Bretagna |                 | 35'45"4         |
| 5       | Henri Lauvaux      | 24  | Francia       |                 | 36'44"8         |
| 6       | Arthur Studenroth  | 25  | Stati Uniti   |                 | 36'45"4         |
| 7       | Carlo Martinenghi  | 30  | Italia        |                 | 37'01"0         |
| 8       | August Fager       | 33  | Stati Uniti   |                 | 37'40"6         |
| 9       | Len Richardson     | 43  | Sudafrica     |                 | 37'46"0         |
| 10      | Gaston Heuet       | 32  | Francia       |                 | 37'52"0         |
| 11      | James Henigan      | 32  | Stati Uniti   |                 | 38'00"0         |
| 12      | Heikki Liimatainen | 30  | Finlandia     |                 | 38'18"0         |
| 13      | Fabián Velasco     | 22  | Spagna        |                 | 39'07"6         |
| 14      | Miguel Peña        | 27  | Spagna        |                 | 41'34"0         |
| 15      | Maurice Norland    | 23  | Francia       |                 | 41'48"6         |
| -       | José Andía         |     | Spagna        | Ritirato        | Ritirato        |
| -       | Arthur Sewell      |     | Gran Bretagna | Rit.            | Rit.            |
| -       | John Gray          |     | Stati Uniti   | Rit.            | Rit.            |
| -       | Robert Marchal     |     | Francia       | Rit.            | Rit.            |
| -       | Edvin Wide         | 28  | Svezia        | Rit.            | Rit.            |
| -       | Väinö Sipilä       |     | Finlandia     | Rit.            | Rit.            |
| -       | Sven Thuresson     |     | Svezia        | Rit.            | Rit.            |
| -       | John Benham        |     | Gran Bretagna | Rit.            | Rit.            |
| -       | Verne Booth        |     | Stati Uniti   | Rit.            | Rit.            |
| -       | John Ryan          |     | Irlanda       | Rit.            | Rit.            |
| -       | Sidon Ebeling      |     | Svezia        | Rit.            | Rit.            |
| -       | Gösta Bergström    |     | Svezia        | Rit.            | Rit.            |
| -       | Eino Rastas        |     | Finlandia     | Rit.            | Rit.            |
| -       | André Lausseigh    |     | Francia       | Rit.            | Rit.            |
| -       | Jesús Diéguez      |     | Spagna        | Rit.            | Rit.            |
| -       | Carlo Speroni      | 29  | Italia        | Rit.            | Rit.            |
| -       | Amador Palma       |     | Spagna        | Rit.            | Rit.            |
| -       | Eero Berg          | 26  | Finlandia     | Rit.            | Rit.            |
| -       | Eddie Webster      |     | Gran Bretagna | Rit.            | Rit.            |
| -       | Lucien Dolquès     |     | Francia       | Rit.            | Rit.            |
| -       | Joseph Williams    |     | Gran Bretagna | Rit.            | Rit.            |
| -       | Alfredo Gomes      |     | Brasile       | Rit.            | Rit.            |
| -       | Miguel Palau       |     | Spagna        | Rit.            | Rit.            |